# Evening (Magazin)
Evening (jap. イブニング, Ibuningu) ist ein japanisches Manga-Magazin, das sich an ein junges männliches Publikum richtet und daher zur Seinen-Kategorie gezählt wird. Ursprünglich eine Sondernummer der Morning, erscheint das Magazin seit 2001 jeden 2. und 4. Dienstag eines Monats beim Verlag Kōdansha.
2016 verkaufte jede Ausgabe des Magazins 103.000 Exemplare. 2009 lag die verkaufte Auflage noch bei 160.000.

## Serien (Auswahl)
- Blood Alone von Masayuki Takano
- Garoden von Baku Yumemakura und Keisuke Itagaki
- Itoshi no Mūko von Takayuki Mizushina
- Kasane von Daruma Matsuura
- Koi Kaze von Motoi Yoshida
- Kuitan von Daisuke Terasawa
- Last Hero Inuyashiki von Hiroya Oku
- Mister Ajikko II von Daisuke Terasawa
- Moyashimon von Masayuki Ishikawa
- Sakuran von Moyoco Anno
- Shamo von Akio Tanaka
- Shōjo Fight von Yoko Nihonbashi
- Shōta no Sushi 2: World Stage von Daisuke Terasawa
- Yama Onna Kabe Onna von Atsuko Takakura
- Yondemasuyo, Azazel-san von Yasuhisa Kubo
- Yugo von Shinji Makari und Shū Akana